# Microsema subcarnea
Microsema subcarnea är en fjärilsart som beskrevs av W. Warren 1895. Microsema subcarnea ingår i släktet Microsema och familjen mätare. Inga underarter finns listade i Catalogue of Life.